# Narcisse Kiesel
Pour les articles homonymes, voir Kiesel.
Narcisse Kiesel (Lorient, 8 août 1847-Toulon, 15 mars 1915), est un officier de marine français.

## Biographie
Il entre à l'École navale en août 1864 et en sort aspirant de 2e classe en août 1866. Aspirant de 1re classe (octobre 1867), il sert sur le navire-école Jean Bart et sur le cuirassé Normandie de 1866 à 1868 puis sur l'aviso Dayot (1870-1871). 
Enseigne de vaisseau (octobre 1869), il embarque sur l'aviso Pélican (1871-1872) puis sert à Brest et à Lorient. En 1874, il devient élève de l’École de tir, discipline dans laquelle il se spécialise et sur laquelle il rédigera plusieurs travaux. Il est sur la corvette D'Assas de 1874 à 1876. 
Lieutenant de vaisseau (octobre 1876), officier fusilier sur le cuirassé Colbert (1877-1878), il est breveté de l’École de canonnage en 1879 et passe à la division du Pacifique sur le cuirassé Triomphante. 
En 1883, il commande l'aviso à roues Cigale au Sénégal puis part au Tonkin sur la Nive. Il y commande de 1885 à 1887 l'aviso à roues Nagotna puis le cuirassé Colbert (1887-1889). 
En 1889, il fait l’École des défenses sous-marines et est promu capitaine de frégate en juillet 1889. Il sert ensuite sur le cuirassé Victorieuse (1889-1890) puis passe sur le croiseur Sané avec lequel il participe à une campagne au Dahomey. De 1893 à 1895, il commande l'aviso Papin et prend part avec ce bâtiment aux opérations de Siam et de Madagascar. 
Capitaine de vaisseau (juin 1896), directeur des défenses sous-marines à Brest, il commande de 1897 à 1899 les cuirassés Hoche et Masséna puis le croiseur Catinat et la division navale de l'océan Indien (1900-1902). 
Directeur des mouvements du port de Toulon (1903), contre-amiral (avril 1905), il est nommé chef d'état-major de la division navale d'Extrême-Orient sur le Montcalm puis commande une division de réserve en Méditerranée sur le Masséna (1907). 
Membre du Conseil de l'observatoire de Meudon (février 1909), il est nommé vice-amiral en avril puis, membre de la Commission de refonte de la tactique (février 1910), préfet maritime de Cherbourg (octobre 1910). Il prend sa retraite en août 1912.

## Distinctions
- Grand officier de la Légion d'honneur (11 juillet 1912)
  -  Commandeur de la Légion d'honneur (10 juillet 1908)
  -  Officier de la Légion d'honneur (30 décembre 1891)
  -  Chevalier de la Légion d'honneur (29 décembre 1881)
- Médaille commémorative de l'expédition du Tonkin
- Médaille commémorative de Madagascar